# Pocket Kingdom: 0wn the W0rld
Игра «Карманное королевство» (Pocket Kingdom) разработана специально для игровой консоли N-Gage и относится к жанру мобильных MMORPG.
Как и все игры для N-Gage, игра представляет собой неперезаписываемую MMC-карту и продаётся в фирменной коробочке. Доступ к игровому сереверу для владельцев карт производится бесплатно. Конечно, игроку приходится оплачивать GPRS-соединение по тарифам своего сотового оператора — но этого можно избежать, если для подключения к серверу игры использовать выход в Интернет через Bluetooth.
Игра не переведена на русский язык. В настоящее время игровой мир чересчур обширен для имеющего количества игроков, поэтому игрокам приходится заранее договариваться на Форуме друг с другом, чтобы встретиться в Online.

## Игровой сюжет
Игра позволяет неограниченному числу игроков, находящихся в разных странах, путешествовать своими «карманными королевствами» по единому игровому миру и попарно сражаться небольшими партиями (до 4 отрядов, набираемых из воинов, магов, воров, «леталок» и т. д.). Каждый из отрядов может иметь один предмет (кольчугу, оружие, украшение), улучшающую его характеристику. Отряды-ветераны можно улучшать, если игрок сможет изготовить соответствующую эмблему в своей лаборатории.
Целью игры является «отыметь мир», то есть подняться на самую вершину мировой таблицы рекордов. В игре есть аукцион, с помощью которого можно торговать ценными (и не очень) предметами, поднимаясь на второй, «торговой» таблице рекордов. Самыми ценными предметами на аукционе являются старшие эмблемы и уникальные предметы — которые сложнее всего изготовить в лаборатории.
К особенностям игры относится обильное использование игрового жаргона, причём самой игрой. Сам сюжет игры завязан на сетевые баталии, якобы происходившие в игровом мире. В частности, главный злодей Ulgress первым забрался на вершину таблицы рекордов («отымел мир»). Но был забанен за то, что притворялся девушкой — и поэтому обречён на вечное существование в Offline.

## Отзывы
| Сводный рейтинг | Сводный рейтинг |
| Агрегатор       | Оценка          |
| --------------- | --------------- |
| GameRankings    | 75,67 %         |